# Commission électorale indépendante (Côte d'Ivoire)
Pour les articles homonymes, voir CEI.
La Commission électorale indépendante  de Côte d'Ivoire est une autorité administrative indépendante née en 2001 et dotée de la personnalité morale et de l’autonomie financière. Elle est instituée par la Constitution ivoirienne.

## Présentation
En application des dispositions de la Constitution ivoirienne a été créé le 9 octobre 2001 une nouvelle institution, la Commission électorale indépendante (CEI), chargée de l'organisation et la supervision du référendum, ainsi que des élections. 
Avant le coup d'État de décembre 1999, l'organisation des élections était assurée par le ministère de l'Intérieur.

## Organisation
La Commission électorale indépendante est composée de membres permanents et de membres non permanents. Elle intègre non seulement une Commission centrale mais également des Commissions locales situées aux niveaux régional, départemental, sous-préfectoral et communal.
Lors de l'élection présidentielle d'octobre 2010, la composition des instances de la Commission électorale était, exceptionnellement, conforme à l'accord de Pretoria de 2005. Cet accord prévoit que la commission électorale indépendante est composée pour majorité d’éléments venant de l'opposition (RHDP et Forces nouvelles).
Ainsi, la Commission centrale était constituée de deux représentants désignés par chaque partie signataire des accords de Marcoussis.
Le Bureau de la Commission Centrale était constitué d'un représentant désigné par chaque partie signataire des accords de Marcoussis ainsi que d'un représentant du président de la République ivoirienne et d'un représentant du président de l'Assemblée nationale ivoirienne.
La CEI est présidée depuis 2019 par Ibrahime Koulibaly-Kuibiert. Il remplace Youssouf Bakayoko,.

## Fonctionnement
Au terme de chaque scrutin ou de chaque référendum ou encore à l'issue de tout renouvellement de liste électorale, la Commission électorale indépendante présente au président de la République un rapport relatif aux opérations électorales ou référendaires. Elle en dresse copie au président de l’Assemblée nationale, aux différents présidents des juridictions compétentes en matière électorale et au ministre de l’Intérieur.
Le public peut également consulter ce rapport après proclamation officielle des résultats. Celui-ci est publié au Journal officiel de la République de Côte d’Ivoire.
En tout état de cause, les décisions de la CEI sont susceptibles de recours pour excès de pouvoir devant le Conseil d’État.

## Contestations et réforme
La Cour africaine des droits de l’homme et des peuples (CADHP) a été saisie en 2020 par le PDCI-RDA sur la composition, l’organisation et le fonctionnement de la Commission électorale indépendante (CEI). Celui-ci accusait 96 % des commissions locales d'être contrôlées par le parti présidentiel. Les requérants ont toutefois été déboutés.
La composition de la CEI, jugée trop proche du pouvoir, reste un sujet de tension en 2025, en amont de l'élection présidentielle de 2025.

## Présidents
- Robert Beugré Mambé (2005-2010)
- Youssouf Bakayoko